# Saut à la perche aux championnats du monde d'athlétisme en salle
Pour un article plus général, voir Championnats du monde d'athlétisme en salle.
Le saut à la perche masculin fait partie des épreuves inscrites au programme des premiers championnats du monde d'athlétisme en salle, en 1985, à Paris. L'épreuve féminine ne fait sa première apparition dans cette compétition que lors de l'édition 1997.
Avec quatre médailles d'or remportées, l'Ukrainien Sergueï Bubka et la Russe Yelena Isinbayeva sont les athlètes les plus titrés dans cette épreuve. 
Les records des championnats du monde en salle sont actuellement détenus par le Suédois Armand Duplantis, auteur de 6,20 m en finale des Mondiaux en salle 2022, et par l'Américaine Sandi Morris qui franchit une barre à 4,95 m lors de l'édition 2018.

## Éditions
| Années | 87 | 89 | 91 | 93 | 95 | 97 | 99 | 01 | 03 | 04 | 06 | 08 | 10 | 12 | 14 | 16 | 18 | 22 | 24 | 25 | Total |
| ------ | -- | -- | -- | -- | -- | -- | -- | -- | -- | -- | -- | -- | -- | -- | -- | -- | -- | -- | -- | -- | ----- |
| Hommes | X  | X  | X  | X  | X  | X  | X  | X  | X  | X  | X  | X  | X  | X  | X  | X  | X  | X  | X  | X  | 20    |
| Femmes |    |    |    |    |    | X  | X  | X  | X  | X  | X  | X  | X  | X  | X  | X  | X  | X  | X  | X  | 15    |

## Hommes

### Palmarès
| Édition | Or                            | Argent                      | Bronze                                |
| ------- | ----------------------------- | --------------------------- | ------------------------------------- |
| 1985    | Sergueï Bubka 5,75 m          | Thierry Vigneron 5,70 m     | Vasiliy Bubka 5,60 m                  |
| 1987    | Sergueï Bubka 5,85 m (CR)     | Earl Bell 5,80 m            | Thierry Vigneron 5,80 m               |
| 1989    | Rodion Gataullin 5,85 m       | Grigory Yegorov 5,80 m      | Joe Dial 5,70 m                       |
| 1991    | Sergueï Bubka 6,00 m (CR)     | Viktor Rizhenkov 5,80 m     | Ferenc Salbert 5,70 m                 |
| 1993    | Rodion Gataullin 5,90 m       | Grigory Yegorov 5,80 m      | Jean Galfione 5,80 m                  |
| 1995    | Sergueï Bubka 5,90 m          | Igor Potapovich 5,80 m      | Andrei Tivontchik Okkert Brits 5,75 m |
| 1997    | Igor Potapovich 5,90 m        | Lawrence Johnson 5,85 m     | Maxim Tarasov 5,80 m                  |
| 1999    | Jean Galfione 6,00 m          | Jeff Hartwig 5,95 m         | Danny Ecker 5,85 m                    |
| 2001    | Lawrence Johnson 5,95 m       | Tye Harvey 5,90 m           | Romain Mesnil 5,85 m                  |
| 2003    | Tim Lobinger 5,80 m           | Michael Stolle 5,75 m       | Rens Blom 5,75 m                      |
| 2004    | Igor Pavlov 5,80 m            | Adam Ptáček 5,70 m          | Denys Yurchenko 5,70 m                |
| 2006    | Brad Walker 5,80 m            | Alhaji Jeng 5,70 m          | Tim Lobinger 5,60 m                   |
| 2008    | Evgeniy Lukyanenko 5,90 m     | Brad Walker 5,85 m          | Steven Hooker 5,80 m                  |
| 2010    | Steven Hooker 6,01 m (CR)     | Malte Mohr 5,70 m           | Alexander Straub 5,65 m               |
| 2012    | Renaud Lavillenie 5,95 m      | Björn Otto 5,80 m           | Brad Walker 5,80 m                    |
| 2014    | Konstadínos Filippídis 5,80 m | Malte Mohr 5,80 m           | Jan Kudlička 5,80 m                   |
| 2016    | Renaud Lavillenie 6,02 m (CR) | Sam Kendricks 5,80 m        | Piotr Lisek 5,75 m                    |
| 2018    | Renaud Lavillenie 5,90 m      | Sam Kendricks 5,85 m        | Piotr Lisek 5,85 m                    |
| 2022    | Armand Duplantis 6,20 m (WR)  | Thiago Braz da Silva 5,95 m | Chris Nielsen 5,90 m                  |
| 2024    | Armand Duplantis 6,05 m       | Sam Kendricks 5,90 m        | Emmanouíl Karalís 5,85 m              |
| 2025    | Armand Duplantis 6,15 m       | Emmanouíl Karalís 6,05 m    | Sam Kendricks 5,90 m                  |

## Femmes

### Palmarès
| Édition | Or                             | Argent                                     | Bronze                            |
| ------- | ------------------------------ | ------------------------------------------ | --------------------------------- |
| 1997    | Stacy Dragila 4,40 m           | Emma George 4,35 m                         | Weiyan Cai 4,35 m                 |
| 1999    | Nastja Ryjikh 4,50 m (CR)      | Vala Flosadóttir 4,45 m                    | Nicole Rieger Zsuzsa Szabo 4,35 m |
| 2001    | Pavla Rybová 4,56 m            | Svetlana Feofanova Kellie Suttle 4,51 m    | –                                 |
| 2003    | Svetlana Feofanova 4,80 m (WR) | Yelena Isinbayeva 4,60 m                   | Monika Pyrek 4,45 m               |
| 2004    | Yelena Isinbayeva 4,86 m (WR)  | Stacy Dragila 4,81 m                       | Svetlana Feofanova 4,70 m         |
| 2006    | Yelena Isinbayeva 4,80 m       | Anna Rogowska 4,75 m                       | Svetlana Feofanova 4,70 m         |
| 2008    | Yelena Isinbayeva 4,75 m       | Jennifer Stuczynski 4,75 m                 | Fabiana Murer Monika Pyrek 4,70 m |
| 2010    | Fabiana Murer 4,80 m           | Svetlana Feofanova 4,80 m                  | Anna Rogowska 4,70 m              |
| 2012    | Yelena Isinbayeva 4,80 m       | Vanessa Boslak 4,70 m                      | Holly Bleasdale 4,70 m            |
| 2014    | Yarisley Silva 4,70 m          | Anzhelika Sidorova Jiřina Svobodová 4,70 m | –                                 |
| 2016    | Jennifer Suhr 4,90 m (CR)      | Sandi Morris 4,85 m                        | Ekateríni Stefanídi 4,80 m        |
| 2018    | Sandi Morris 4,95 m (CR)       | Anzhelika Sidorova 4,90 m                  | Ekateríni Stefanídi 4,80 m        |
| 2022    | Sandi Morris 4,80 m            | Katie Nageotte 4,75 m                      | Tina Šutej 4,75 m                 |
| 2024    | Molly Caudery 4,80 m           | Eliza McCartney 4,80 m                     | Katie Moon 4,75 m                 |
| 2025    | Marie-Julie Bonnin 4,75 m      | Tina Šutej 4,70 m                          | Angelica Moser 4,70 m             |